# Берестовое (Бердянский район)
Берестово́е (укр. Берестове́) — село,
Берестовский сельский совет,
Бердянский район,
Запорожская область,
Украина.

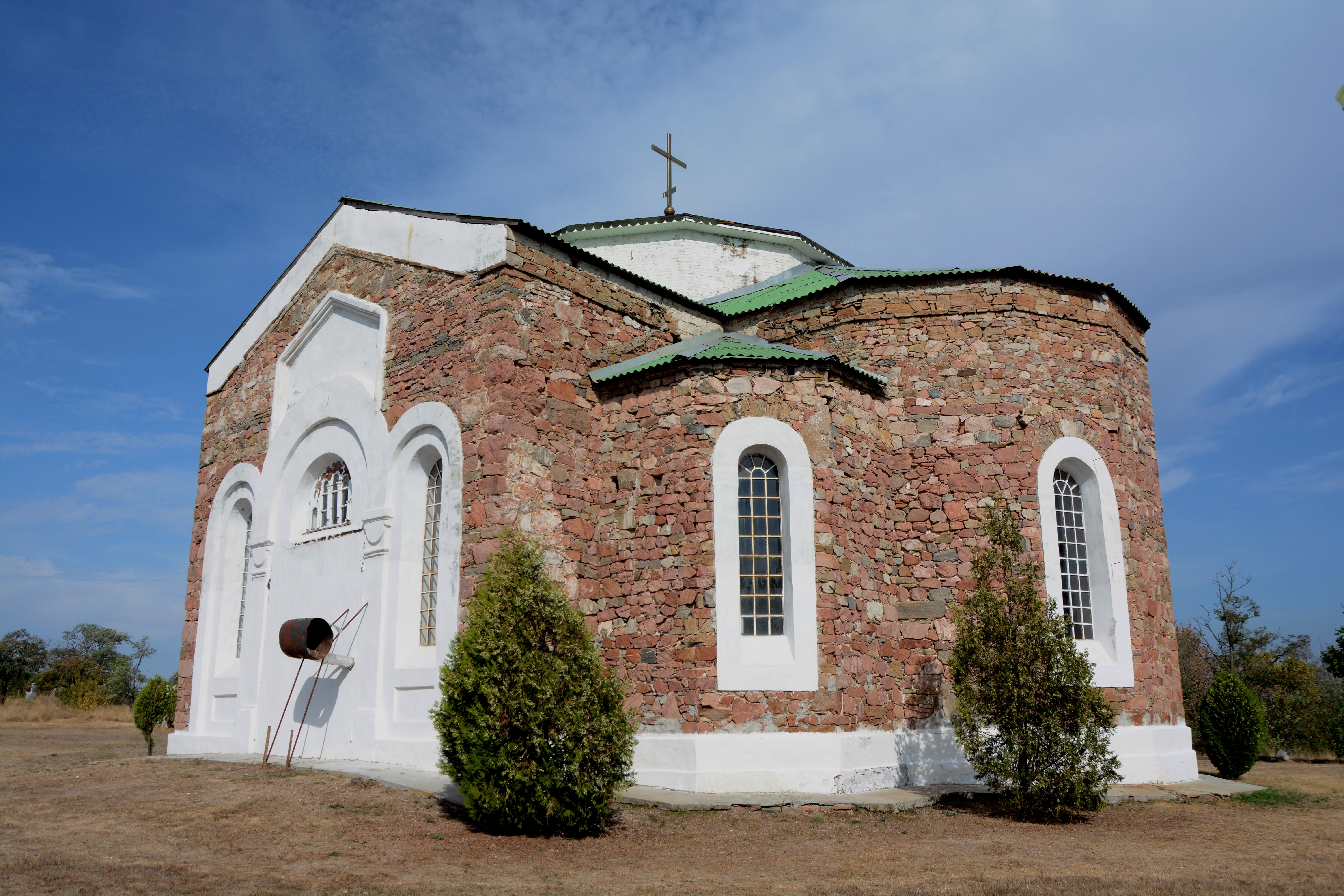
Храм во имя Святого Благоверного князя Александра Невского

Код КОАТУУ — 2320681001. Население по переписи 2001 года составляло 2826 человек.
Является административным центром Берестовского сельского совета, в который, кроме того, входят сёла
Долбино и
Сачки.

## Географическое положение
Село Берестовое находится на берегу реки Берестовая, ниже по течению примыкает село Троицкое. По селу протекает несколько пересыхающих ручьёв с запрудами. Через проходит автомобильная дорога Т-0819.

## История
- 1801 — дата основания.
- В XIX веке село Берестовое было в составе Андреевской волости Бердянского уезда Таврической губернии. В селе была Троицкая церковь[3].

## Экономика
- «Им. Шевченко», агрофирма, ЧП.
- Агроцех № 5.

## Археология
В районе села Берестовое находится курган с погребением срубной культуре эпохи поздней бронзы (XIII—XII века до нашей эры).

## Уроженцы
- Кириленко, Иван Григорьевич — украинский политик, народный депутат Украины.